# سانتياغو لامانا
سانتياغو لامانا (بالإسبانية: Santiago Lamanna)‏ (4 فبراير 1992 بمونتفيدو في الأوروغواي - ) هو لاعب كرة قدم أوروغواني في مركز الهجوم. لعب مع مونتيفيديو واندررز والتانك سيلي.

## روابط خارجية
- سانتياغو لامانا على موقع قاعدة بيانات كرة القدم.إي يو (الإنجليزية)
- سانتياغو لامانا على موقع Soccerway.com (الإنجليزية)